# Barbat
Il barbat (in lingua persiana: بربت o بربط) è un tipo di liuto di origine persiana.

## Storia
Il barbat ha origine persiana e si è evoluto, in epoca araba, fino ad avere la forma attuale e ad essere chiamato oud. Dopo il tanbur è lo strumento a corda più antico dell'Iran. Il primo barbat documentato risale al IX secolo a.C.; in alcuni trattati se ne ascrive l'invenzione a Barbad (il più grande virtuoso di questo strumento), mentre in altri libri si dice che barbat significhi "torace", da cui la somiglianza tra la forma del barbat ed il torace di un dragone.
Dopo la conquista islamica dell'Iran questo strumento fu portato in Arabia (in seguito tornerà in Iran con una nuova forma). Quando la cultura islamica entrò a contatto con quella europea, anche in Europa si cominciò a suonare il barbat, che acquisì altri nomi: ad esempio, in Italia fu chiamato lotto, in Francia loth, in Portogallo aland, in Spagna loud. Nel periodo Sefardita, per ragioni sconosciute (ma probabilmente per fanatismo religioso), l'uso del barbat fu vietato, e lo rimase fino a pochi decenni fa.
Si presume che i primi oud fossero scavati da un unico pezzo di legno, come la pipa cinese ed il biwa giapponese, tutti e tre discendenti dall'antico barbat persiano. Durante il periodo moresco in Spagna la cassa armonica era solitamente costituita da doghe in legno piegato: da qui il nome oud, che significa appunto legno o legno piegato; la tavola armonica era invece in legno, contrapponendosi alla pelle usata nei primi liuti. Dopo essere stato portato e diffuso nel mondo arabo, il barbat cresce di dimensioni ed il suo manico si accorcia, mentre gli ordini (corde accoppiate, accordate all'unisono, all'ottava o per accordi) rimangono sempre quattro.

## Sorreggere il barbat
Il barbat viene sorretto più o meno come la chitarra, ma si deve prestare attenzione a tenere la tavola armonica perfettamente verticale (e dunque non visibile dal suonatore) in modo che il suo peso sia sostenuto dal braccio destro e dalla coscia, mentre la mano sinistra può muoversi liberamente lungo la tastiera. Si noti il modo stravagante con cui si tiene il plettro, mizrab (Turchia) o risha (in arabo letteralmente piuma); benché sembri poco maneggevole è in realtà più comodo di un plettro convenzionale e dà alla nota pizzicata il caratteristico timbro dello strumento.
In tutte le disquisizioni sul come tenere e suonare il barbat si raccomanda che il musicista resti il più rilassato possibile ed usi la minima forza necessaria all'esecuzione. Ciò permette di suonare a lungo e con facilità, lasciando lavorare più la creatività che la tecnica. In passato molti suonatori reggevano il barbat tenendo le gambe incrociate, mentre ora preferiscono adottare la posizione tipica dei chitarristi classici, poggiando il piede sinistro su un rialzo.

## Diteggiature tipiche
Nell'uso corrente si adottano due tipi diversi di diteggiatura della mano sinistra. Il più antico e tradizionale approccio arabo classico usa tutte le dita (eccetto il pollice, che sta dietro al manico) per tastare le corde, uno per ogni semitono, come un chitarrista; in alternativa, alcuni suonano con uno stile più affine alla tecnica del baglama (o saz) o del sitar, usando il più possibile indice e medio, poco l'anulare e quasi mai il mignolo. Hakki Obadia ha ideato una diteggiatura mista, che prevede l'uso dell'indice per molte note, del medio e dell'anulare per poche e non su tutte le corde, del mignolo per niente.
Un altro aspetto dell'uso della mano sinistra sul barbat è l'impiego delle unghie per aiutare la tastatura delle corde, il quale conferisce un timbro più brillante e abbellimenti più pronunciati che con il semplice uso dei polpastrelli. Questo è comune per molti altri strumenti senza tasti, come il sarod, il shamisen e lo san-xien.

## Plettro
Come già detto, la mano destra adotta una tecnica speciale per tenere il plettro a penna, detto risha in arabo e mizrab in turco. Il plettro lungo e flessibile costringe il gomito ad un'angolazione particolare e fornisce un timbro particolare al suono dello strumento. Tradizionalmente consisteva in una penna d'aquila, mentre ora (per ragioni di reperibilità, comodità di lavorazione e durata) viene costruito in plastica. I plettri più sottili suonano dolci e delicati, creando atmosfere sottili, mentre i più grossi danno volumi molto potenti.

## Corpo del barbat
Il corpo del barbat è costituito essenzialmente di tre parti:
1. Cassa di risonanza: a forma di pera e piuttosto grande, ha tre fori armonici con decorazioni sulla tavola armonica, uno più grande e due più piccoli ed uguali;
2. Tastiera: molto piccola, non è tastata (come tutti gli strumenti a corda arabi, eccetto il saz);
3. Cavigliere: tra manico e cavigliere c'è un angolo molto accentuato, che garantisce una buona tenuta di accordatura in resistenza alla tensione delle molte corde.

## Materiali impiegati
1. Cassa di risonanza: noce o acero;
2. Tavola armonica: abete;
3. Capotasto: bosso;
4. Manico: noce;
5. Ponte: osso o plastica;
6. Cavigliere: noce;
7. Piroli: noce o ebano;
8. Rosette: noce.

## Modalità costruttive della cassa di risonanza
La cassa di risonanza può essere costruita in due modi diversi:
1. Corpo unico: presa la metà di un ceppo di legno in sezione verticale si disegna la forma della cassa, la si scava internamente ed esternamente e la si lascia stagionare;
2. Corpo assemblato: si tagliano alcuni fogli di noce o acero, di spessore 2 o 3 mm, e si lasciano in acqua bollente; quando diventano malleabili si mettono in una forma metallica in negativo e, una volta asciutti, si giuntano ed incollano tra loro.